# Daniel Carroll (Politiker)
Daniel Carroll (* 22. Juli 1730 in Upper Marlboro, Prince George’s County, Province of Maryland; † 5. Juli 1796 bei Washington, D.C.) war ein US-amerikanischer Politiker und einer der Gründerväter der Vereinigten Staaten. Er war ein Cousin von Charles Carroll, der die amerikanische Unabhängigkeitserklärung unterzeichnete und Bruder von John Carroll, welcher der erste katholische Bischof in den Vereinigten Staaten war. Daniel war einer von nur fünf Männern, der sowohl die Konföderationsartikel als auch die Verfassung der Vereinigten Staaten unterzeichnete.

## Frühe Jahre
Daniel Carroll verbrachte seine ersten Jahre auf dem Familienanwesen, Darnall's Chance, in Maryland. Er ging dann nach Europa, wo er zwischen 1742 und 1748 bei den Jesuiten am College of St. Omer in Flandern studierte. Nach seiner Rückkehr in die Vereinigten Staaten wurde er nur allmählich zu einem Patrioten. Als Großgrundbesitzer war er darüber besorgt, dass die Revolution wirtschaftlich scheitern könnte, was nicht nur der finanzielle Ruin seiner Familie wäre, sondern auch der einfachen Leute. Ferner wurde er anfangs durch Marylands Gesetze daran gehindert, ein öffentliches Amts zu bekleiden, da diese es einem Katholiken untersagten. Als diese Gesetze durch die Verfassung von Maryland aus dem Jahr 1776 aufgehoben wurden, war der Weg frei für seine Wahl in das Oberhaus, wo er zwischen 1777 und 1781 tätig war. Danach war er zwischen 1781 und 1784 Mitglied im Kontinentalkongress. Während dieser Zeit unterzeichnete er 1781 die Konföderationsartikel. Sein Engagement während des Unabhängigkeitskrieges, wie das anderer Mitglieder seiner adeligen Familie, war beflügelt durch das alte Familienmotto: „Strong in Faith and War“.

## Verfassungsgebende Versammlung von 1787

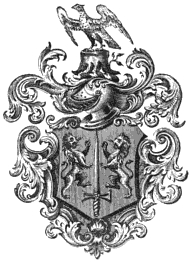
Wappen von Carroll

Carroll war ein aktives Mitglied in der verfassungsgebenden Versammlung, obwohl eine Krankheit ihn daran hinderte, an den frühen Sitzungen teilzunehmen. Wie sein guter Freund James Madison, war er davon überzeugt, dass eine starke Zentralregierung erforderlich war, um den Handel zwischen den Staaten und anderen Nationen zu regulieren. Carroll sprach sich auch mehrmals gegen die Bezahlung von Mitgliedern des US-Kongresses durch die jeweiligen Staaten aus. Er argumentierte, dass eine solche Vergütung die Macht der neuen Regierung sabotieren würde, weil
„the dependence of both Houses on the state Legislatures would be compleat.... The new government in this form is nothing more than a second edition of [the Continental] Congress in two volumes, instead of one, and perhaps with very few amendments“
Er war der Auffassung, dass die Regierungsgewalt beim Volke liegen sollte und so schloss er sich James Wilson in seinem Kampf um allgemeine Souveränität an. Als vorgeschlagen wurde, dass der US-Präsident durch den US-Kongress gewählt werden sollte, war es Carroll, unterstützt von James Wilson, der anregte, die Worte durch die Legislative mit durch das Volk zu ersetzen. Er war einer von nur zwei römisch-katholischen Delegierten, welche die Verfassung unterzeichneten.
Carroll blieb bis zum 9. Juli der verfassungsgebenden Versammlung fern, besuchte sie allerdings danach regelmäßig. Er sprach über 20 Mal während der Debatten und diente im Committee on Postponed Matters. Nach der Versammlung kehrte er nach Maryland zurück, wo er für die Ratifizierung der US-Verfassung eintrat. Er war kein Delegierter bei der späteren verfassungsgebenden Versammlung von Maryland.

## Weiterer Lebenslauf
Nach der Versammlung ging Carroll staatlichen und nationalen Belangen nach. Er war eine Schlüsselfigur beim Ratifizierungsprozess in Maryland. Ferner verteidigte er die Verfassung im Maryland Journal, insbesondere in seiner Erwiderung der Argumente des gut bekannten Antiföderalisten Samuel Chase. Nach der Ratifizierung in Maryland vertrat Carroll den sechsten Wahlbezirk im ersten US-Kongress, wo sein Interesse der wirtschaftlichen und steuerlichen Stabilität galt. In diesem Zusammenhang stimmte er der Annahme der Staatsschulden durch die Bundesregierung zu.
Später diente er wieder im Senat von Maryland und begutachtete als einer von drei ernannten Kommissaren den District of Columbia. Danach war er ein Kommissar (Co-Bürgermeister) der neuen Hauptstadt, jedoch führte sein fortgeschrittenes Alter und mangelnder Gesundheitszustand 1795 zu seinem Rücktritt. Danach galt sein Interesse dem Wohl seiner Region. In seinen letzten Jahren war er einer von George Washingtons Partnern in der Patowmack Company, eine Unternehmung, die beabsichtigte, die mittleren Staaten mit dem sich ausdehnenden Westen durch den Potomac River Kanal zu verbinden.